# Stomoxys calcitrans
La Stomoxys calcitrans Linnaeus, 1758, nota anche come mosca canina, è un insetto dell'ordine dei Ditteri (Brachycera: Muscidae) noto per la sua ematofagia.

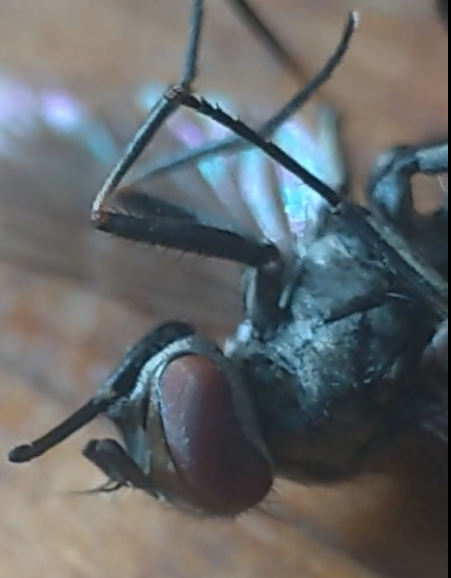

Piuttosto simile alla mosca domestica (Musca domestica), differisce da questa per le dimensioni leggermente superiori e per l'apparato boccale pungente-succhiante. È caratterizzata da una spiccata aggressività e voracità, tanto che spesso rimane attaccata agli animali anche per alcuni minuti soprattutto se è posizionata in un punto particolarmente carnoso, come petto o fasce muscolari. Punge generalmente gli animali domestici, ma occasionalmente può attaccare anche l’uomo.